# Yakup Sekizkök
Fikret Yakup Sekizkök (Istanbul, 10 febbraio 1980) è un allenatore di pallacanestro turco.

## Carriera
Nel 2022, Sekizkök ha aiutato l'Efes a vincere il secondo campionato consecutivo in EuroLeague vincendo contro il Real Madrid Baloncesto.
Il 23 giugno 2023, ha firmato con il Darüşşafaka del Basketbol Süper Ligi turco (BSL), per la sua prima esperienza da allenatore.